# Venturia punctata
Venturia punctata là một loài tò vò trong họ Ichneumonidae.